# Angela Voigt
Angela Voigt (Alemania, 18 de mayo de 1951-11 de abril de 2013), también llamada Angela Schmalfeld, fue una atleta alemana, especializada en la prueba de salto de longitud en la que llegó a ser campeona olímpica en 1976 y plusmarquista mundial desde el 9 de mayo de 1976 al 19 de mayo del mismo año.

## Carrera deportiva
En los JJ. OO. de Montreal 1976 ganó la medalla de oro en el salto de longitud, con un salto de 6.72 metros, superando a la estadounidense Kathy McMillan (plata con 6.66 m) y la soviética Lidiya Alfeyeva (bronce con 6.60 metros).